# Askskinn
Askskinn (Peniophora limitata) är en svampart som först beskrevs av Chaillet ex Fr., och fick sitt nu gällande namn av Mordecai Cubitt Cooke 1879. Askskinn ingår i släktet Peniophora och familjen Peniophoraceae.  Arten är reproducerande i Sverige. Inga underarter finns listade i Catalogue of Life.